# Diógenes de Sinope
Diógenes de Sinope (en griego antiguo: Διοɣένης ὁ Σινωπεύς / Diŏgénēs hŏ Sinōpeus; en griego moderno: Διοɣένης ο Κυνικός; en latín: Diogenes Cynicus), también llamado Diógenes el Cínico o Diógenes el Perro (Διογένης ὁ Κυνικός / o Kinikós) fue un filósofo griego perteneciente a la escuela cínica. Nació en Sinope, una colonia jonia del mar Negro, hacia 412 a. C. y murió en Corinto en 323 a. C. No legó a la posteridad ningún escrito; la fuente más completa de la que se dispone acerca de su vida es la extensa sección que Diógenes Laercio le dedicó en su Vidas, opiniones y sentencias de los filósofos más ilustres.
Diógenes fue exiliado de su ciudad natal y se trasladó a Atenas, donde se convirtió en un discípulo de Antístenes, el más antiguo pupilo de Sócrates. Diógenes vivió como un vagabundo en las calles de Atenas, convirtiendo la pobreza material extrema en una virtud. Se dice que vivía en una tinaja, en lugar de una casa, y que de día caminaba por las calles con una lámpara encendida diciendo que “buscaba hombres” (honestos). Sus únicas pertenencias eran: un manto, un zurrón, un báculo y un cuenco, hasta que un día vio que un niño bebía el agua que recogía con sus manos y se desprendió de él. Ocasionalmente estuvo en Corinto donde continuó con la idea cínica de autosuficiencia: una vida natural e independiente a los lujos de la sociedad. Según él, la virtud es el soberano bien. Los honores y las riquezas son falsos bienes que hay que despreciar. El principio de su filosofía consiste en renunciar por todas partes a lo convencional y oponer a ello su naturaleza. El sabio debe tender a liberarse de sus deseos y reducir al mínimo sus necesidades.

## Vida

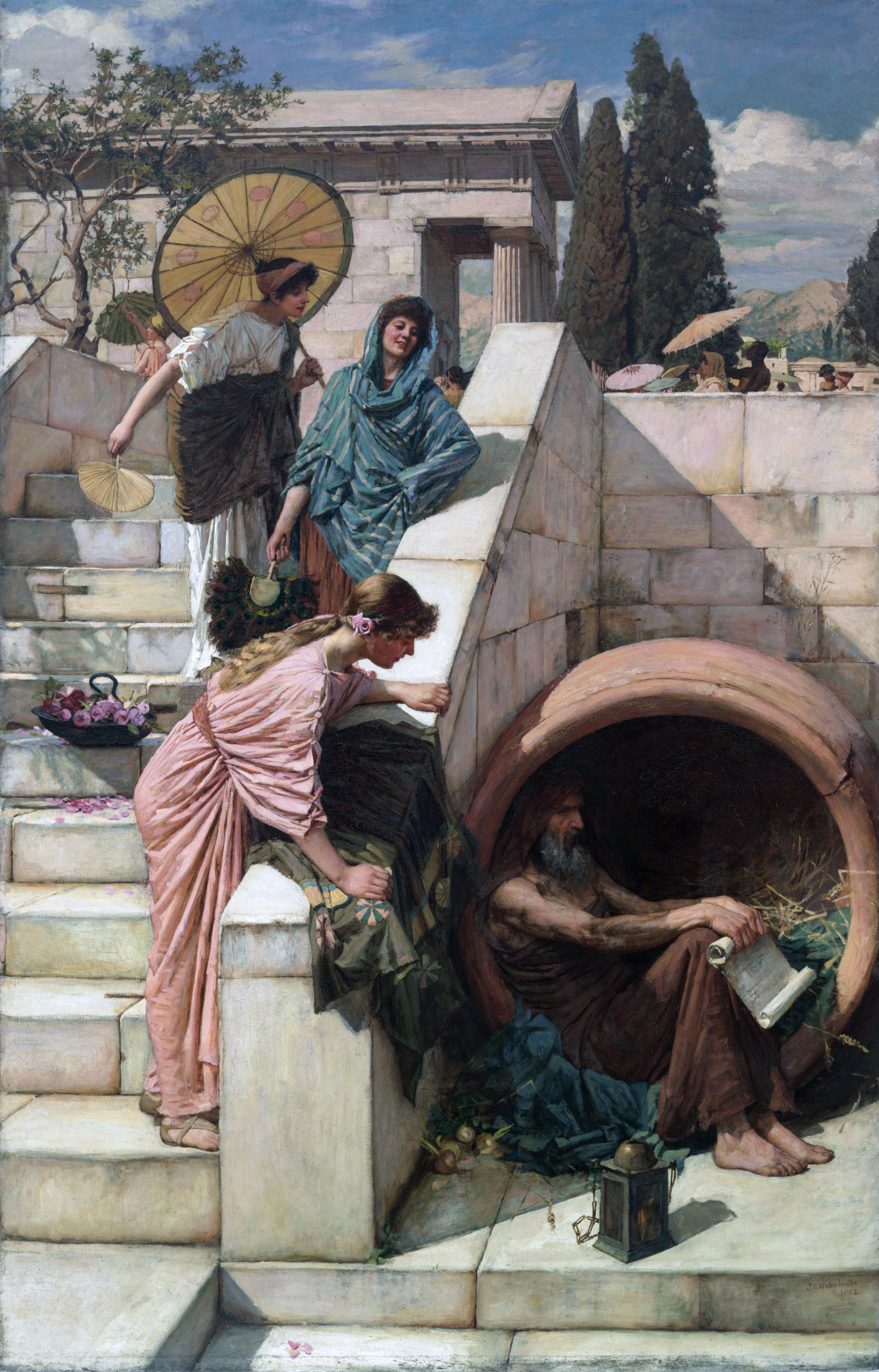
Diógenes (1882) por John William Waterhouse.

Diógenes nació en la colonia jonia de Sinope, situada en la costa sur del mar Negro, en 412 a. C. Nada se sabe acerca de su infancia excepto que era hijo de un banquero llamado Hicesias. Ambos fueron desterrados por haber fabricado moneda falsa. Diógenes se gloriaba de haber sido cómplice de su padre, y este suceso prefiguró, en cierto modo, su vida filosófica. Al parecer, estos hechos han sido corroborados por arqueólogos. Han sido descubiertas en Sinope un gran número de monedas falsificadas, acuñadas con un gran formón, que se han datado en la mitad del siglo IV a. C. y otras monedas de la época que llevan el nombre de Hicesias como el oficial que las acuñó [cita requerida]. No están claros los motivos por los que se falsificó la moneda, aunque Sinope estaba siendo disputada entre facciones propersas y progriegos en el siglo IV a. C., y quizá hubiera más intereses políticos que financieros.

### En Atenas

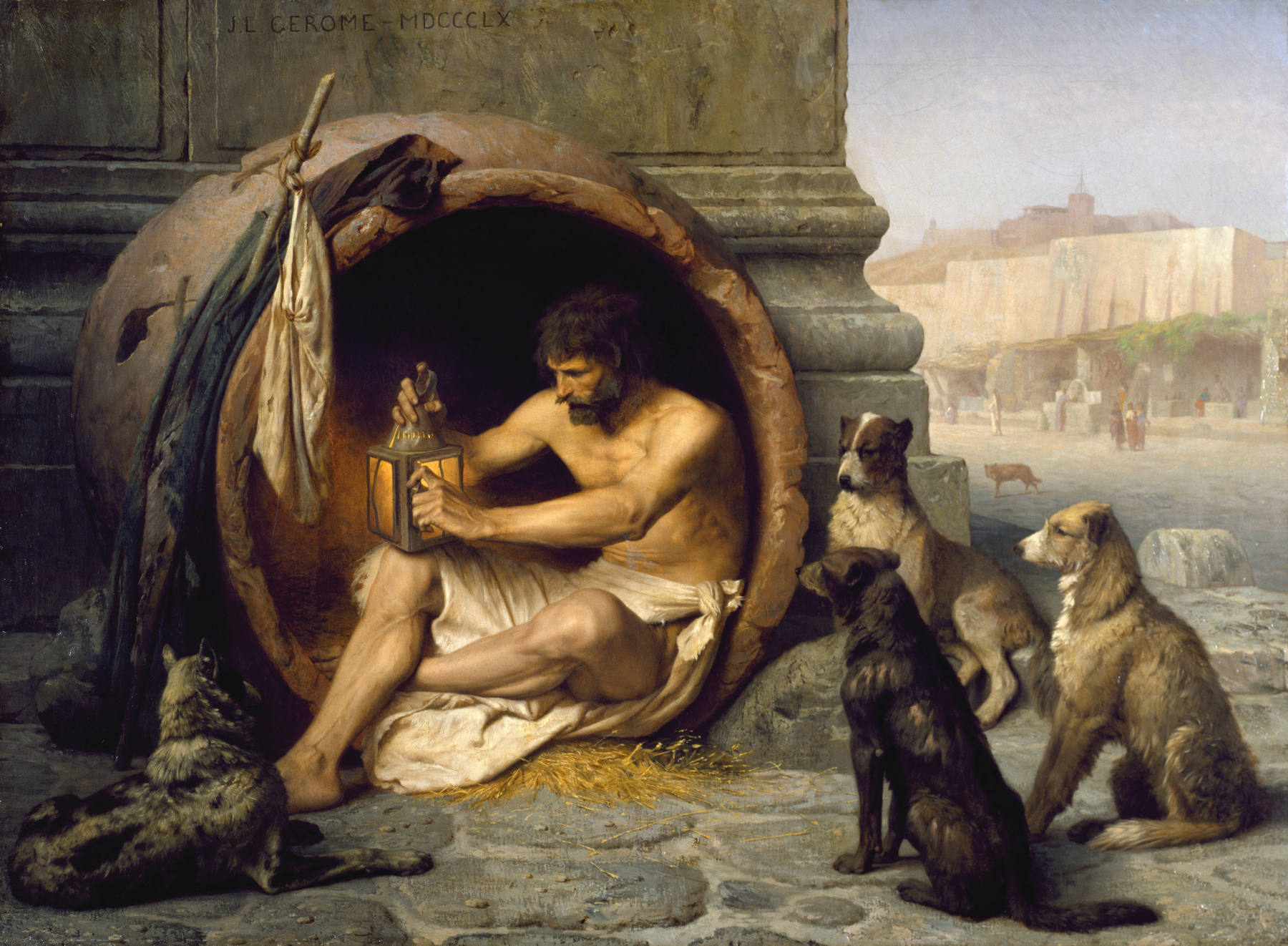
Diógenes sentado en su tinaja. Jean-Léon Gérôme (1860).

En su nueva residencia, Atenas, la misión de Diógenes fue la de metafóricamente falsificar/desfigurar la “moneda” de las costumbres. La costumbre, decía, era la falsa moneda de la moralidad. En vez de cuestionarse qué estaba mal realmente, la gente se preocupaba únicamente por lo que convencionalmente estaba mal. Esta distinción entre la naturaleza (physis) y lo convencional (nomos) es un tema principal de la filosofía griega y uno de los temas que trata Platón en La República, en concreto en la leyenda del Anillo de Giges.
Se afirma que Diógenes se fue a Atenas con un esclavo llamado Manes, que lo abandonó poco más tarde. Con un humor característico, Diógenes afrontó su mala suerte diciendo: “Si Manes puede vivir sin Diógenes, ¿por qué Diógenes no va a poder sin Manes?”. Diógenes será coherente riéndose de la relación de extrema dependencia entre las personas. Encontró un maestro, que no hacía nada para sí mismo, pero rechazó su ayuda. Le llamó la atención el maestro ascético Antístenes, un discípulo de Sócrates, que, según Platón, había presenciado su muerte. Diógenes pronto superó a su maestro tanto en reputación como austeridad en el modo de vivir. Al contrario que los otros ciudadanos de Atenas, vivió evitando los placeres terrenales. Con esta actitud pretendía poner en evidencia lo que él percibía como locura, fingimiento, vanidad, ascenso social, autoengaño y artificiosidad de la conducta humana.

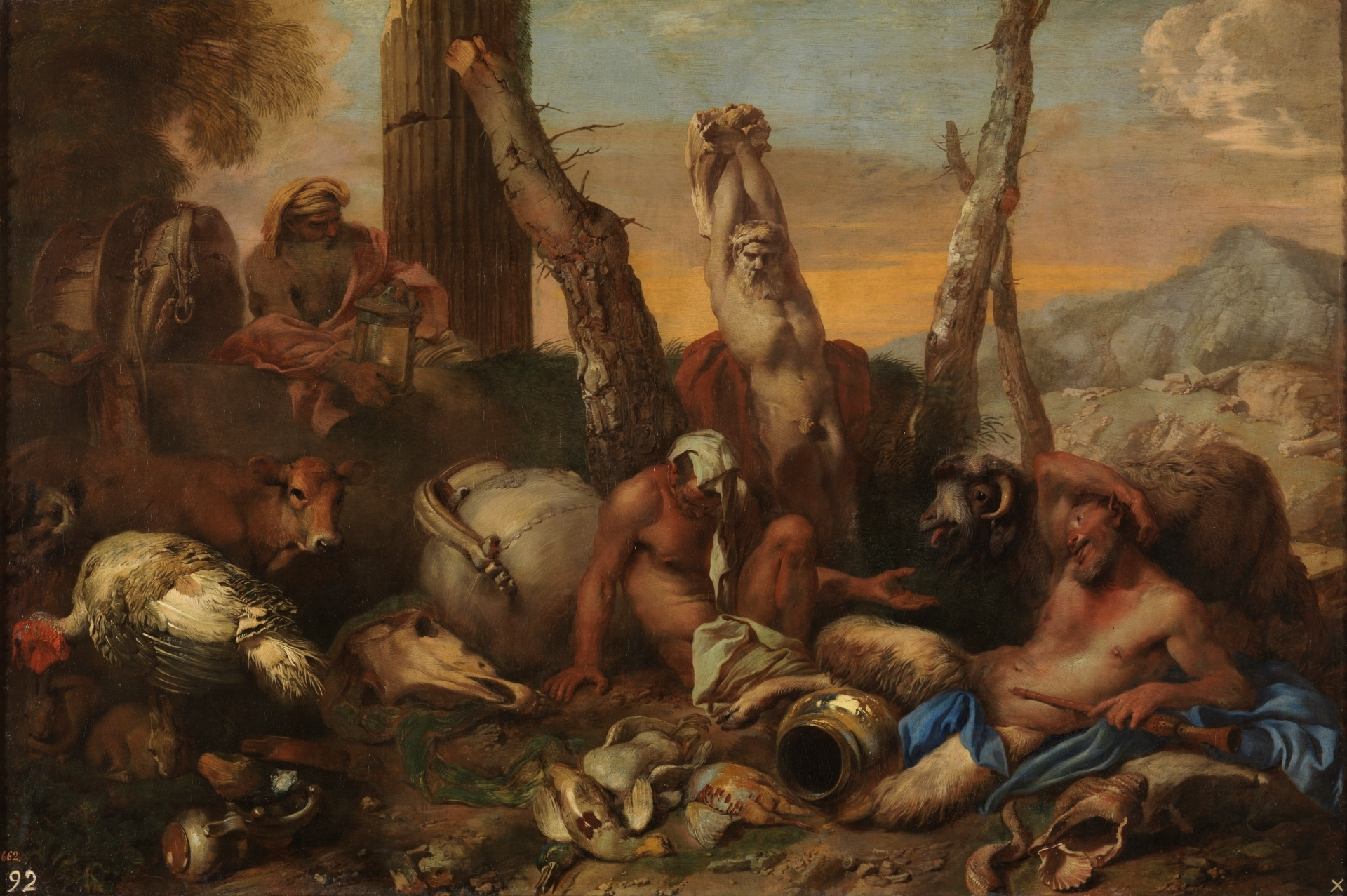
Diogenes buscando a un hombre, de G. B. C. Castiglione (ca. 1645 - 1655), en el Museo del Prado

Las anécdotas que se cuentan sobre Diógenes ilustran la consistencia lógica de su carácter. Este “Sócrates delirante”, como lo llamaba Platón, caminaba descalzo durante todas las estaciones del año, dormía en los pórticos de los templos envuelto únicamente en su manto y tenía por vivienda una tinaja. Cierta vez pensó que le sobraban cosas entre todas sus pertenencias: tenía su bastón, que necesitaba para caminar; tenía su manto, que le cubría y su zurrón, que contenía una escudilla y un cuenco para comer y beber, respectivamente. Un día, en uno de sus paseos por la ciudad, vio cómo un niño comía lentejas en un trozo de pan y cuando al terminar sus lentejas bebió agua con las manos en una fuente y Diógenes pensó: “Este muchacho —dijo— me ha enseñado que todavía tengo cosas superfluas. Si come sus lentejas con un trozo de pan y cuando termina con ellas bebe agua con sus manos, no necesito ni mi escudilla ni mi cuenco" y acto seguido arrojó contra el suelo ambos y siguió caminando. Un día se estaba masturbando en el Ágora, quienes le reprendieron por ello obtuvieron por única respuesta del filósofo una queja tan amarga como escueta: “¡Ojalá frotándome el vientre el hambre se extinguiera de una manera tan dócil!”. En otra ocasión, apareció en pleno día con un candil, diciendo: “Busco un hombre”. Otro relato decía que cierto hombre adinerado le convidó a un banquete en su lujosa mansión, haciendo hincapié en que allí estaba prohibido escupir. Diógenes hizo unas cuantas gárgaras para aclararse la garganta y le escupió directamente a la cara, alegando que no había encontrado otro lugar más sucio donde desahogarse. Diógenes criticó la teoría de las ideas de Platón al decir que veía mesas y tazas pero no las ideas de "mesidad" y la "tazonez", optando por oponer la materialidad de los entes particulares. Cuando Platón le dio la definición de Sócrates del hombre como “bípedo implume”, por lo cual había sido bastante elogiado, Diógenes desplumó un gallo y ante el asombro de los discípulos y del mismo Platón lo soltó en la Academia diciendo: “¡Te he traído un hombre!” y partió entre risas y doblándose sobre sí mismo. Entre la sorpresa y risas de sus discípulos salió Platón al frente respondiendo: "no te preocupes, le agregaremos algo a la definición" y gritó a Diógenes: "El hombre es el bípedo implume con uñas anchas". Acto seguido Diógenes dejó de reír, dándose cuenta de que Platón también sabía responder. Escuchando a una persona, probablemente un discípulo de Zenón de Elea, negar el movimiento, Diógenes se levantó y se puso a caminar. En otra ocasión, un ateniense discurría sobre los meteoros y Diógenes le dijo: ¿hace cuánto tiempo que llegaste tú del cielo?". Cuando Diógenes asistía a los baños se encontraba siempre con un citarista al que todo el mundo despreciaba y criticaba, mas Diógenes lo saludaba con respeto, incluso con cierta admiración, a lo que algún curioso lo interrogó sobre el motivo por el que saludaba al citarista con lo mal que tocaba, respondiendo a esto Diógenes: "Porque tal y como es toca y canta, pero no roba a nadie". Así fue pasando día tras día y al citarista despreciado por todos Diógenes siempre saludaba, creando, incluso, la frase "Dios te guarde, gallo" para saludarlo. El citarista siempre le devolvía el saludo. Cierta vez el citarista preguntó a Diógenes el motivo por qué lo llamaba así, a lo que Diógenes le contestó: "Porque eres como los gallos, cuando cantas haces levantar a todo el mundo de tu lado". En una ocasión, Diógenes estaba lavando unas hierbas cuando se topó con Aristipo, a quien llamaba el perro real, y este le dijo: "Si tú supieras tratar con los hombres, no estarías lavando hierbas". A lo que Diógenes respondió: "Y si hubieras aprendido a prepararte esta comida, no solicitarías los palacios de los tiranos".

## En Corinto

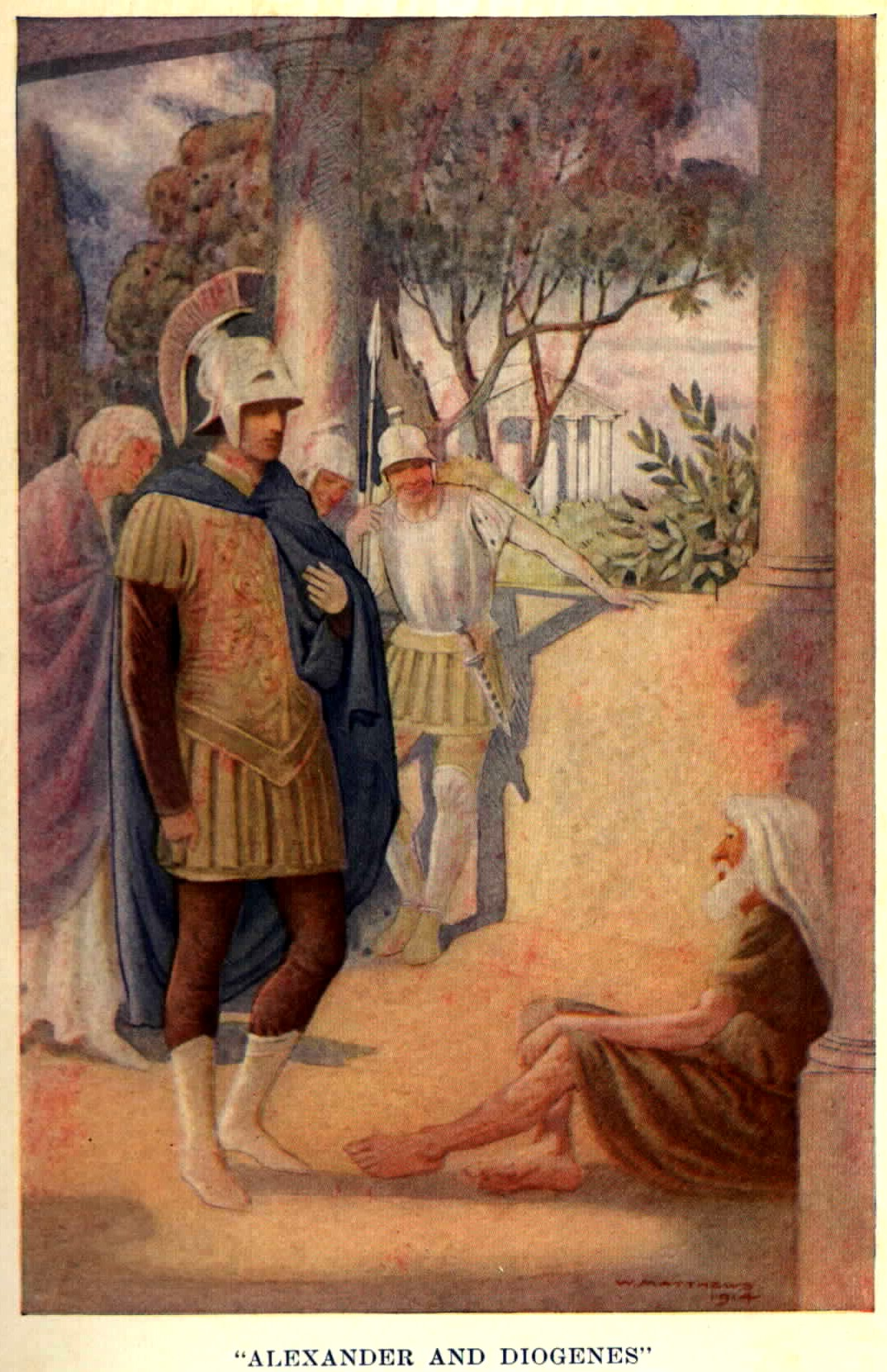
Alejandro Magno visita a Diógenes en Corinto, por W. Matthews (1914).

Según la leyenda, que parece ser creada con Menipo de Gadara, Diógenes, en un viaje a Egina, fue capturado por los piratas y vendido como esclavo. Cuando fue puesto a la venta como esclavo, le preguntaron qué era lo que sabía hacer, y respondió: “Mandar. Comprueba si alguien quiere comprar un amo”. Fue comprado por un tal Jeníades de Corinto, quien le devolvió la libertad y lo convirtió en tutor de sus dos hijos. Pasó el resto de su vida en Corinto, donde se dedicó enteramente a predicar las doctrinas de la virtud del autocontrol.
Durante los Juegos Ístmicos, expuso su filosofía ante un público numeroso. Pudo haber sido allí donde conoció a Alejandro Magno. Se dice que una mañana, mientras Diógenes se hallaba absorto en sus pensamientos y tomando el sol fuera del gimnasio que estaba a las afueras de Corinto, había mucho ajetreo. Se decía que el rey, Alejandro Magno, había llegado. Tal era la fama que tenía Diógenes, que el propio Alejandro estaba interesado en conocer al famoso filósofo. Antes de que Diógenes pudiera saber qué ocurría, se vio rodeado por un montón de ciudadanos de Corinto y se produjo el encuentro. Llegó Alejandro acompañado de su escolta y de muchos hombres más. Alejandro Magno se puso frente a él y dijo: "Soy Alejandro", a lo que Diógenes respondió: "Y yo Diógenes, el perro". Hubo murmullos de asombro ante la sorprendente respuesta del filósofo pues nadie se atrevía a hablar así al rey. Alejandro preguntó: "¿Por qué te llaman Diógenes, el perro?", a lo que Diógenes le respondió: "Porque alabo a los que me dan, ladro a los que no me dan y a los malos les muerdo". De nuevo, más murmullos, pero Alejandro no se dejó inmutar por esas respuestas y le dijo: "Pídeme lo que quieras". Por lo que Diógenes sin inmutarse le contestó: "Quítate de donde estás que me tapas el sol". Se hizo una exclamación generalizada de todos los presentes ante una petición tan pobre a un hombre que todo lo podía dar. Alejandro, sorprendido, le preguntó: "¿No me temes?", a lo que Diógenes le contestó con gran aplomo con otra pregunta: "Gran Alejandro, ¿te consideras un buen o un mal hombre?" Alejandro le respondió: "Me considero un buen hombre", por lo que Diógenes le dijo: "Entonces... ¿por qué habría de temerte?". Toda la gente se escandalizó. Alejandro pidió silencio y dijo: "Silencio... ¿Sabéis qué os digo a todos? Que si no fuera Alejandro, me gustaría ser Diógenes"[cita requerida]. A esto, Diógenes respondió: "Y si yo no fuera Diógenes, también querría ser Diógenes"[cita requerida]. En otra ocasión, Alejandro encontró al filósofo mirando atentamente una pila de huesos humanos. [cita requerida] Diógenes dijo: “Estoy buscando los huesos de tu padre, pero no puedo distinguirlos de los de un esclavo”. Ya casi al final de su vida alguna vez una persona abordó a Diógenes sobre el hecho de que caminara tanto, pues "ahora que estás ya llegando a la meta, ¿no deberías ir más despacio, incluso descansar?", a lo que Diógenes le replicó: "Si tú estuvieras en el final de una carrera y tuvieras la meta ya muy cerca, ¿qué harías? ¿Irías más despacio o tal vez acelerarías el paso? Pues eso es lo que yo hago" [cita requerida].
Aunque la mayoría de las leyendas sobre él dicen que vivía en una tinaja en Atenas, hay algunas fuentes que afirman que vivía en una tinaja cerca del gimnasio Craneum en Corinto. Diógenes Laercio dijo sobre él en Vidas, opiniones y sentencias de los filósofos más ilustres:
Al anunciar Filipo que iba a atacar Corintio, y al estar todos dedicados a los trabajos y corriendo de un lado a otro, él empujaba haciendo rodar la tinaja en que vivía. Como uno le preguntara: -¿Por qué lo haces, Diógenes?-, dijo:
-Porque estando todos tan apurados, sería absurdo que yo no hiciera nada. Así que echo a rodar mi tinaja, no teniendo otra cosa en qué ocuparme.
Diógenes Laercio también comentó en este libro:
Solía entrar en el teatro topándose con los que salían. Cuando le preguntaron por qué lo hacía, contestó: "Es lo mismo que trato de hacer a lo largo de toda mi vida"

### Muerte
Sobre la muerte de Diógenes circularon muchas versiones. Según una de ellas, murió de un cólico provocado por la ingestión de un pulpo vivo. Por su parte, el historiador César Cantú establece que murió al caerse de un caballo, o tras haberle mordido un tendón uno de los perros entre los que trataba de repartir un pulpo. Según otra versión, murió por su propia voluntad, reteniendo la respiración, aunque esto sería algo metafórico, pues es imposible morir por dejar de respirar voluntariamente. También se decía que sus últimas palabras fueron las siguientes: «Cuando me muera, echadme a los perros. Ya estoy acostumbrado». Bastante tiempo después, Epicteto lo recordaba como modelo de sabiduría. Los corintios erigieron en su memoria una columna en mármol de Paros con la figura de un perro descansado.

## Diógenes y los perros
Algunas anécdotas sobre Diógenes hablan acerca de su comportamiento como el de un perro y sus alabanzas a las virtudes de los perros. Esto tiene su razón de ser en la palabra cínico. El nombre de cínicos tiene dos orígenes diferentes asociados a sus fundadores. El primero viene del lugar donde Antístenes, su maestro, fundó la escuela y solía enseñar la filosofía, que era el santuario y gimnasio de Cinosargo, cuyo nombre significaría kyon argos, es decir perro ágil o perro blanco. El segundo origen tiene que ver con el comportamiento de Antístenes y de Diógenes, que se asemejaba al de los perros, por lo cual la gente los apodaba con el nombre kynikos, que es la forma adjetiva de kyon, perro. Por tanto kynikos o cínicos sería similares al perro o perruno. Esta comparación viene por el modo de vida que habían elegido estos personajes, por su idea radical de libertad, su desvergüenza y sus continuos ataques a las tradiciones y los modos de vida sociales.
Quienes comenzaron a apodar a Diógenes como «el perro» tenían la clara intención de insultarle con un epíteto tradicionalmente despectivo. Pero el paradójico Diógenes halló muy apropiado el calificativo y se enorgulleció de él. Había hecho de la desvergüenza uno de sus distintivos y el emblema del perro le debió de parecer adecuado para defender su conducta. Los motivos por los que se relaciona lo cínico con lo canino son: la indiferencia en la manera de vivir, la impudicia a la hora de hablar o actuar en público, las cualidades de buen guardián para preservar los principios de su filosofía y, finalmente, la facultad de saber distinguir perfectamente los amigos de los enemigos. Diógenes decía irónicamente de sí mismo que, en todo caso, era «un perro de los que reciben elogios, pero con el que ninguno de los que lo alaban quiere salir a cazar». En mitad de un banquete, algunos invitados comenzaron a arrojarle huesos como si se tratara de un perro. Diógenes se les plantó enfrente y comenzó a orinarles encima, tal como hubiera hecho un perro. También le gritaron «perro» mientras comía en el ágora y él profirió: «¡Perros vosotros, que me rondáis mientras como!». Con idéntica dignidad respondió al mismísimo Platón, que le había lanzado el mismo improperio: «Sí, ciertamente soy un perro, pues regreso una y otra vez junto a los que me vendieron». Diógenes sostenía innecesarios los placeres terrenales al punto de abstenerse cabalmente de ellos rechazando a la sociedad establecida hasta ese momento pero sin intentar reformarla o cambiarla.

## Doctrina
Sabemos menos de la doctrina de Diógenes que de su vida. Como otros de los cínicos, se preocupó menos de formar escuela que de llevar una vida recta, de acuerdo con los principios de autonomía y desprecio de los usos de la sociedad.
Podemos, sin embargo, distinguirlo de su maestro Antístenes en varios aspectos. De este se dice que consideraba la propiedad como un impedimento para la vida; Diógenes, sin embargo, no le daba valor alguno; se dice que enseñaba que el robo era admisible, pues «todas las cosas son propiedad del sabio». Otras doctrinas son comunes a ambos: la idea de que la virtud consiste fundamentalmente en la supresión de las necesidades; la creencia de que la sociedad es el origen de muchas de estas, que pueden evitarse mediante una vida natural y austera; el aprecio por las privaciones, al punto del dolor, como medio de rectificación moral; el desprecio de las convenciones de la vida social, y la desconfianza de las filosofías refinadas, afirmando que un rústico puede conocer todo lo cognoscible.
El rechazo cínico de las formas de civilización establecidas se extendía al ideal de paideia que llevaba a los jóvenes griegos a practicar la gimnasia, la música y la astronomía, entre otras disciplinas, para alcanzar la areté; Diógenes sostenía que, si se pusiera el mismo empeño en practicar las virtudes morales, el resultado sería mejor. Despreciaba también la mayoría de los placeres mundanos, afirmando que los hombres obedecen a sus deseos como los esclavos a sus amos; del amor sostenía que era «el negocio de los ociosos», y que los amantes se complacían en sus propios infortunios. Sin embargo, consideraba que el coito era una necesidad física; es conocida la anécdota de que, frente al escándalo que provocó al masturbarse públicamente en el ágora, comentó desdeñosamente que ojalá pudiera saciar el hambre simplemente frotándose el vientre. Era indiferente ante la «opinión pública» o ante la crítica circunstancial... y subversivo ante lo pudoroso.
Diógenes decía que los dioses habían dado al hombre una vida fácil, pero que estos se encargaban constantemente de complicarla y hacerla mucho más difícil; que la sabiduría era templanza para los hombres, consuelo para los viejos, riqueza para los pobres,  y para los ricos, ornato.
Se sabe también que sostenía que la muerte no era un mal, pues no tenemos conciencia de ella. Se le considera inventor de la idea del cosmopolitismo, porque afirmaba que era ciudadano del mundo y no de una ciudad en particular.
Sus discípulos fueron Mónimo, Onesícrito, Filisco y Crates de Tebas, y la esposa de este último, Hiparquía.

## Iconografía
Se han conservado algunos bustos antiguos de Diógenes (Ciudad del Vaticano, Capitolio, Louvre), así como un bajorrelieve en la villa Albani (Diógenes y Alejandro). Es uno de los sabios de la antigüedad más representados por la pintura barroca: Diógenes con la linterna, por Jordaens (Dresde), Ribera (Dresde); Diógenes tirando su escudilla, Poussin (Louvre), S. Rosa (San Petersburgo), K. Dujardin (Dresde).